# 电子俘获

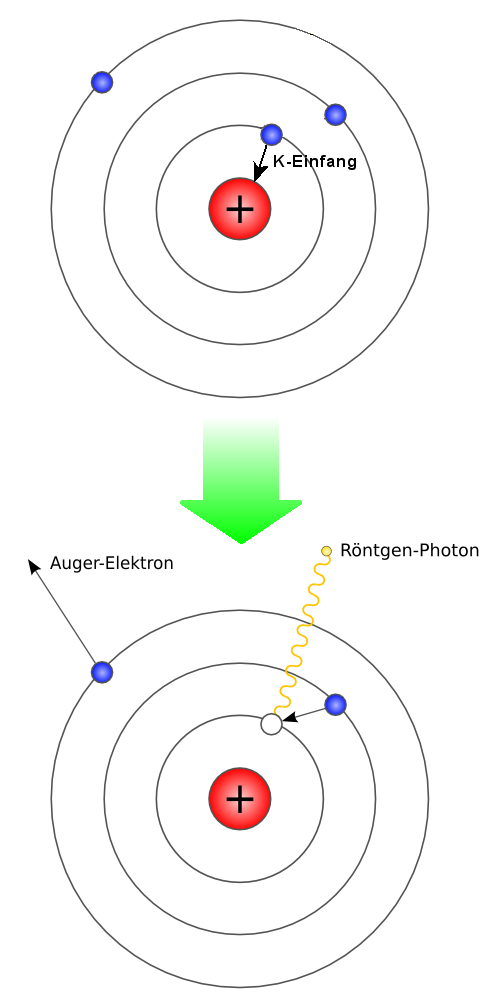
电子俘获的示意图

电子俘获（英語：Electron capture）是一個內層軌道上的电子，被原子核內的一個質子捕獲（使一個質子轉變成中子）、并同时发射出一个中微子的衰變过程。由於通常被捕獲的是最接近原子核的K層電子，故亦稱為K层电子俘获。伴随电子俘获发生的过程还包括產生特性輻射（伽马射线），使新产生原子核的能级降至基态。釋放出的光子的辐射（伽马射线）可能游離軌道上的电子，此電子為歐傑電子。

## 概述
电子俘获是具有相对多余质子，但和其即将衰变为少一个正电荷的核素之间的能量差值不足以发生正电子发射的同位素最主要的衰变形式。如果能发生正电子发射，电子俘获与正电子发射总处于竞争的状态。正电子发射有时也被叫做反β衰变，虽然这个术语也可以指对微中子的吸收这一类似的过程。
如果发生衰变的母原子和子原子之间的能量差小于1.022百萬电子伏特（相当于两个电子的静质能），将会没有足够的能量允许正电子发射发生，这样，就只有电子俘获单独进行。例如，铷83的原子核（具有37个质子和46个中子）发生电子俘获将衰变为氪83（具有36个质子和47个中子），并由于能量差为0.9百萬电子伏特，除电子俘获过程，将不会发生正电子发射。
值得注意的是，这个过程并不意味着质子和中子可以正常地互相“转变”：质子和中子必须是原子核的固定组成部分。特别的，在电子俘获的过程之中，一个K或L电子层的电子通常遭受原子核内的一个质子的俘获，形成一个中子和一个微中子，这样的过程成为K电子俘获或者L电子俘获。
| p + e− → n + ν e |
由于质子在电子俘获过程之中“变成”了中子，核素的质子数减少1，中子数增加1，而原子量保持不变。通过改变质子数，电子俘获可以改变元素的种类。新产生的这个原子，虽然仍然保持电中性，但是由于缺失了一个内层电子，故在能级上处于激发态。在这个原子跃迁到基态的过程之中，会释放特性輻射（电磁辐射的一种）或产生俄歇效应，也有两种过程都发生的情况。除此之外，激发态的原子还经常发射出伽马射线使自身跃迁到基态。

## 研究历史
电子俘获的研究历史始于20世纪上半叶。1934年，意大利物理学家吉安·卡罗·威克在其1934年发表的论文中首次讨论了电子俘获。之后，相关研究又被日本物理学家、1949年诺贝尔物理学奖获得者汤川秀树进一步发展。其后，西班牙裔美国物理学家、1968年诺贝尔物理学奖获得者路易斯·阿尔瓦雷茨又在钒-48中发现了K电子俘获。他于1937年《物理评论》（Physical Review）杂志上发表了相关研究论文，报告了他的发现。阿尔瓦雷茨后来继续研究了镓-67和其他几种核素中的电子俘获现象。

## 核反应的细节
以下是几个电子俘获的核反应方程：
{\displaystyle {\begin{array}{ccccccc}{}_{13}^{26}{\mbox{Al}}&+&e^{-}&\to &{}_{12}^{26}{\mbox{Mg}}&+&\nu _{e}\\{}_{28}^{59}{\mbox{Ni}}&+&e^{-}&\to &{}_{27}^{59}{\mbox{Co}}&+&\nu _{e}\\{}_{19}^{40}{\mbox{K}}&+&e^{-}&\to &{}_{18}^{40}{\mbox{Ar}}&+&\nu _{e}\\{}_{4}^{7}{\mbox{Be}}&+&e^{-}&\to &{}_{3}^{7}{\mbox{Li}}&+&\nu _{e}\end{array}}}
如上式所描述，在电子俘获中，原子核俘获的是自身的一个轨道电子，而非其他外来原子所提供的电子。在理论上，完全通过电子俘获衰变的放射性同位素，如果预先使原子电离，就可以避免发生电子俘获。有一个假说表明，在超新星爆炸中的R-过程中形成的这类元素，如果它们没有在外层空间遭遇电子，它就会完全被电离而不会进行放射性衰变。电子俘获效应被认为是超新星上元素反常分布的部分原因。
另外，化学键也微弱地影响电子俘获的速率（一般地来说小于1%）。例如，对于铍7来说，处于金属状态和绝缘环境中，可以观察到两种情况中铍的半衰期有0.9%的差异。这个相对其他一些元素较大的差异主要是因为铍的价电子更靠近原子核。
元素周期表中央附近，比相同元素的稳定同位素更轻的同位素倾向于通过电子俘获衰变，而比相同元素的稳定同位素更重的同位素则倾向于发生正电子发射（或称反β衰变）。

## 常见的粒子
一些发生电子俘获的常见放射性同位素包括：
| 放射性同位素 | 半衰期   |
| ------------ | -------- |
| 7Be          | 53.28 d  |
| 37Ar         | 35.0 d   |
| 41Ca         | 1.03E5 a |
| 44Ti         | 52 a     |
| 49V          | 337 d    |
| 51Cr         | 27.7 d   |
| 53Mn         | 3.7E6 a  |
| 57Co         | 271.8 d  |
| 56Ni         | 6.10 d   |
| 67Ga         | 3.260 d  |
| 68Ge         | 270.8 d  |
| 72Se         | 8.5 d    |